# Bedford Township (Coshocton County, Ohio)
Bedford Township ist eines von 22 Townships des Coshocton Countys im US-Bundesstaat Ohio. Nach der Volkszählung im Jahr 2000 waren hier 601 Einwohner registriert.

## Geografie
Bedford Township liegt im mittleren Südwesten des Coshocton Countys im mittleren Osten von Ohio und grenzt im Uhrzeigersinn an die Townships: Jefferson Township, Bethlehem Township, Jackson Township, Washington Township, Pike Township, Perry Township und Newcastle Township.

## Verwaltung
Das Township wird durch ein Board of Trustees, bestehend aus drei gewählten Mitgliedern, verwaltet. Zwei Personen werden jeweils im Jahr nach der Präsidentschaftswahl gewählt und eine jeweils im Jahr davor. Die Amtszeit dauert in der Regel vier Jahre und beginnt jeweils am 1. Januar. Daneben gibt es noch einen Township Clerk (zuständig für Finanzen und Budget), der ebenfalls im Jahr vor der Präsidentschaftswahl auf eine vierjährige Amtszeit gewählt wird. Dessen Amtszeit beginnt jeweils am 1. April.